# Henry Johnston (Politiker)
Henry Martin Johnston (* 11. November 1908 im County Meath; † 9. Januar 1977) war ein irischer Politiker der Fianna Fáil. Er war von 1959 bis 1961 Teachta Dála (Abgeordneter) im Dáil Éireann, dem irischen Unterhaus des Oireachtas. 

## Biografie
Johnston war Landwirt. Er versuchte zunächst bei den Wahlen 1957 im Wahlkreis Meath in den Dáil einzuziehen. Er erhielt jedoch nicht genügend Stimmen. Bei der Nachwahl für den verstorbenen James Griffin im Juli 1959 konnte er sich dann aber durchsetzen. Schon bei den darauffolgenden Wahlen 1961 verlor er den Sitz aber wieder.